# Β效應
β效應（英語：β-Effect），全名為「β環流效應」，又稱「二次環流效應」、「貝他效應」、「地球行星渦度效應」。

## 作用

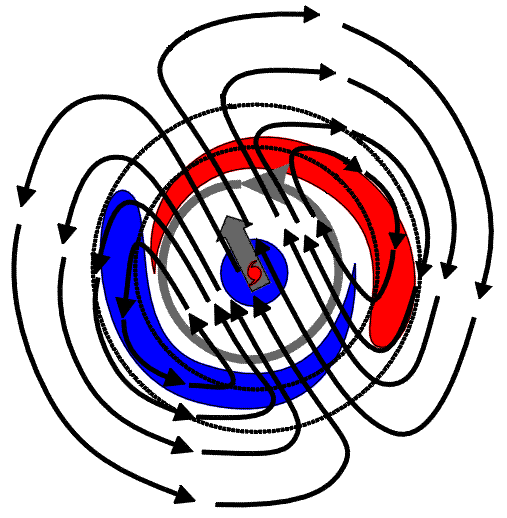
北半球渦度平流示意圖。此圖顯示出紅色區塊為正渦度平流，藍色區塊則為負渦度平流，而β環流（β-Gyre）核心在正常模式下具有同質不對稱的特性。

北半球的熱帶氣旋在不考慮太平洋高壓導引氣流的作用下，仍會因地球自轉而持續往西北前進，即為「β效應」，而此機制的主要造成的原因為熱帶氣旋自身的一順一逆鐘向的風場（即為「β環流」）進行羅斯貝飄移作用（英語：Rossby-drift）使渦漩西移，同時受到β飄移作用又有北移的趨勢，兩效應共同作用下，促使熱帶氣旋往西偏北移動。相反之，在不考慮「β效應」的情況下，北半球的熱帶氣旋受到太平洋高壓導引氣流的作用，多向西北西進行。

## 對熱帶氣旋運動的影響
Rangarao V. Madala及Steve A. Piacsek的研究報告指出，在實驗模擬的初期，風暴形成前的β平面的渦度增強速率相較於f平面緩慢，而在風暴形成後，其增強趨勢相近。DeMaria, M.及W. Schubert運用三層的波譜模式模擬熱帶氣旋，發現渦旋在48小時以前，β平面與f平面增強相近，而在48小時以後，僅只有f平面上的渦度增強。对于β效应对台风移动的作用，Richard A. Anthes和G. Holland已作过清楚的动力学解释，轴对称的台风环流引起非均匀地转涡度场的平流使台风涡旋西侧的绝对涡度增加，东侧的绝对涡度减小，从而便台风涡旋向西移动，这就是由β效应引起的台风涡旋的向西运动。

## 與垂直风切变交互作用
由於β效应能使涡旋产生一定的非对称性，当考虑β效应和垂直风切变的双重叠加效应时，所产生的非对称性比单纯由β效应或垂直风切变产生的非对称性更大，并且强对流区主要集中在顺切变左前部。

## 案例
1996年颱風賀伯所處之綜觀環境與颱風結構中，其移動機制亦被觀測與此效應有關。

## 釋義
1. ↑  「β飄移」（英語：β-Drift）指的是一個平面的、孤立的、類剛體旋轉的渦旋在β平面上靜止環境大氣中的運動[8]。

## 來源
1. ↑  . 地球流体電脳倶楽部.   [2023-07-22]. （原始内容存档于2023-07-22）.
2. ↑  . 中國文化大學大氣科學系.   [2018-09-11]. （原始内容存档于2017-10-19）.
3. ↑  . 國立中央大學大氣科學學系.[]
4. ↑   (PDF). 國家災害防救科技中心.   [2023-07-22]. （原始内容存档 (PDF)于2022-08-19）.
5. ↑  . 美國國家海洋暨大氣總署.   [2023-07-22]. （原始内容存档于2021-04-27）.
6. ↑  楊正敏. . 聯合報. 2008-09-14  [2023-07-22]. （原始内容存档于2008-09-15）.
7. ↑  . 大氣科學研究大學聯盟.   [2023-07-22]. （原始内容存档于2023-07-22）.
8. ↑  王斌、Russell L. Elsberry、王玉清、吴立广. . 大气科学. 1998: 大气科学.
9. ↑  陳正改. . 氣象學報. 1994: 135–159.
10. ↑  . 財團法人氣象應用推廣基金會.   [2023-07-22]. （原始内容存档于2021-08-02）.
11. ↑  Rangarao V. Madala;Steve A. Piacsek. . Tellus. 1975: 453–468.
12. ↑  DeMaria, M.;W. Schubert. . J.Atmos.Sci. 1984: 901–924.
13. ↑  Richard A. Anthes. . 1982: 208.
14. ↑  G. Holland. . J.Atmos.Sci. 1983: 328–341.
15. ↑  朱复成. . 热带气象学报. 1989: 33–40.
16. ↑  陈国民、沈新勇、杨宇红. . 高原气象. 2010: 1474–1484.
17. ↑  葉天降、呂國臣.  (PDF). 交通部中央氣象局. 1997-06-20  [2023-07-22]. （原始内容存档 (PDF)于2022-08-18）.